# Emma Lockhart
Emma Lockhart (* 15. Dezember 1994) ist eine US-amerikanische Schauspielerin und Model.

## Leben und Karriere
Ihre ersten Erfahrungen im Schauspielbereich sammelte Lockhart bereits in jungen Jahren, in denen sie unter anderem in Theaterproduktionen zu sehen war. Im Kindesalter begann sie schließlich ihre Karriere im Film- und Fernsehgeschäft, wobei sie allerdings zuerst in der Werbebranche tätig war und dabei für verschiedene bekannte Marken und Firmen vor der Kamera stand. So war sie unter anderen auch in einem US-amerikanischen Werbespot für die Kartoffelchipsmarke Pringles im Einsatz. Ihr Filmdebüt gab die kleine Lockhart schließlich im Jahre 2003, als sie im preisgekrönten Kurzfilm Eve’s Dropping In zu sehen war. Im darauffolgenden Jahr spielte sie in einer Folge von Malcolm mittendrin mit, in der sie einen Girl Scout darstellte. Danach folgte ein produktives Jahr 2005, in dem die aufstrebende junge Schauspielerin gleich in drei verschiedenen Filmproduktionen eingesetzt wurde. Dabei hatte sie eine wesentliche Rolle in Special Ed sowie eine ebenso wesentliche Rolle im Film Looking for Comedy in the Muslim World. Des Weiteren stellte sie im Film Batman Begins die achtjährige Rachel Dawes dar, die eine der Hauptfiguren der Batmanfilme von Christopher Nolan ist und als Erwachsene von Katie Holmes gespielt wird. Im Film kam sie in verschiedenen Rückblenden zum Einsatz. Im Jahr 2006 folgte eine eher unwesentliche Rolle in Aus tiefster Seele, gefolgt einer wesentlicheren Rolle in Wintersonnenwende – Die Jagd nach den sechs Zeichen des Lichts aus dem Jahre 2007. Nach einem Jahr ohne nennenswerte Engagements kam sie 2009 im Film Ace Ventura 3 – Der Tier-Detektiv in einer der Hauptrollen zum Einsatz und war, nachdem sie auch 2010 in keiner namhaften Produktion eingesetzt wurde, im Jahre 2011 in einer Episode von True Jackson zu sehen. Parallel zu ihrer Schauspielkarriere ist Lockhart auch als Model aktiv und war dabei bereits in verschiedenen Werbekampagnen im Einsatz.

## Filmografie
Filmauftritte
- 2003: Eve’s Dropping In
- 2005: Special Ed
- 2005: Batman Begins
- 2005: Looking for Comedy in the Muslim World
- 2006: Aus tiefster Seele (Canvas)
- 2007: Wintersonnenwende – Die Jagd nach den sechs Zeichen des Lichts (The Seeker: The Dark is Rising)
- 2009: Ace Ventura 3 – Der Tier-Detektiv (Ace Ventura Jr: Pet Detective, Fernsehfilm)

Serienauftritte
- 2004: Malcolm mittendrin (Malcolm in the Middle, 1 Folge)
- 2011: True Jackson (True Jackson, VP, 1 Folge)